# Onthophagus jingping
Onthophagus jingping là một loài bọ cánh cứng trong họ Bọ hung (Scarabaeidae).